# Kenneth Ohlsson
Lars Kenneth Ohlsson, Kenta, född 7 september 1948 i Brännkyrka församling i Stockholm, är en svensk tidigare fotbollsspelare. Ohlsson spelade i Hammarby IF:s A-lag 1966–1983. Han är äldre bror till Billy Ohlsson och far till Hammarbyspelaren Matilda Agné.
Ohlsson föddes i Bagarmossen och spelade knattefotboll i Hammarby i tio år innan han tog en plats i A-laget som 17-åring 1966. Han kallas ofta för "Mr Hammarby", eftersom han är den som spelat flest matcher för Hammarby genom tiderna, 396 stycken. 
Under de 17 år Ohlsson spelade i Hammarby var han med om att spela final i SM-slutspelet 1982 och i Svenska Cupen 1977. 
Mellan 1989 och 1992 var han även tränare för Hammarby fotbolls herrlag. 
2004 röstades Kenta fram till den tredje största "Bajenprofilen genom tiderna, i en omröstning på Hammarby Fotbolls hemsida.
Ohlsson spelade även i Hammarbys ishockeylag åren 1965-1969, och säsongen 1970/1971. 
2018 är han fotbollstränare på Hammarby Akademi i Gubbängsskolan. Han har även varit idrottslärare på skolan.